# Имамов, Нурмухамат Имамович
Нурмухамат Имамович Имамов  (Николай Иванович; 1 июля 1926 года, д. Большое Озеро Башкирской АССР, РСФСР, СССР — 6 февраля 2012 года, Астана, Казахстан) — казахстанский фотожурналист, краевед. Участник Великой Отечественной войны.

## Биография
Родился в деревне Большое Озеро в семье крестьянина и домохозяйки.
В 1936 году семья переехала на станцию Чернушки, где Нурмухамат в 1939 году окончил 7 классов. В этом же (1939) году семья переезжает в село Кенбедаик Казахской АССР.

### Фронт
В 1943 году призван в ряды Рабоче-Крестьянской Красной Армии где в начале 1945 года окончил радио-технические курсы в Ташкенте. Далее был направлен на фронт. Служил стрелком-радистом на ПЕ-2 в 1-й Воздушной Армии 3-го Белорусского фронта. Был подбит. Перед тем как покинуть самолёт, обязан был уничтожить шифр, что и сделал. Спускаясь на парашюте попал под огонь, из-за множества пробоин купола, скорость спуска была высока. При жесткой посадке получил переломы ребер, ушибы. Очнулся в госпитале. О судьбе пилота и штурмана ничего неизвестно.
Далее служил на передвижной наземной радиостанции обеспечивая связь между самолётами и аэродромом. Часто меняли место дислокации, маскировались. Но в итоге был запеленгован врагом и подбит. Получил контузию — потеря слуха, речи. Слух восстановился через несколько дней, речь немного дольше. Два года после Победы заикался. По окончании войны продолжил службу в Минске. Там же во время службы окончил трехгодичные курсы живописи.

### Трудовая деятельность
Демобилизовался из армии в 1953 году в звании старшины. Вернулся в Акмолинск, устроился работать директором клуба завода «Казахсельмаш».
С 1954 до октября 1956 года работал радиомехаником 2-го разряда при 2-й станции связи Карагандинской железной дороги.
В декабре 1956 года поступил на работу в дорожно-проектную контору в качестве техника группы оформления при Управлении Карагандинской железной дороги, откуда переведен в распоряжение начальника службы связи Карагандинской железной дороги на должность техника связи.
В 1958 перешел на работу в Акмолинский областной русский драматический театр художником-исполнителем.
C ноябре 1959 до июня 1961 года художник-оформитель в Акмолинском Госторге.
В 1961 году устроился художником-ретушером в «Акмолинскую правду», а 1962 года стал фотокорреспондентом этой газеты.

### Краеведческая деятельность
Основным увлечением Имамова стало краеведение.
Используя статус фотокорреспондента и время отпусков, Нурмухамат Имамович посетил архивы музеев Москвы, Санкт-Петербурга, Казани, Омска, Томска, Ташкента, Кызыл-Орды, Саратова, Оренбурга. Сделал множество репродукций исторических фотографий и документов связанных с историей Акмолинска и Целинограда и Казахстана. Нашел в Томском архиве первый выпуск «Акмолинскую правду» благодаря чему газета смогла получить Орден Ленина.
За годы работы в газете собрал огромный архив. Помимо фотографии города, его жизни, в его архивах сохранились фотографии о встрече с Сабитом Мукановым и Розой Баглановой, космонавтом Виктором Горбатко и артистом Борисом Андреевым, Иосифом Кобзоном и Ольгой Корбут, японской певицей Турики Оно, целительницой Джуной и многими другими.
Скончался 6 февраля 2012 года, похоронен на Городском кладбище Астаны (мусульманская часть).

### Публикации и статьи
1. Выставка «История написанная светом» — Нурмухамата Имамова прошла с 29 июня по 30 сентября во Дворце Независимости, г. Астана, Республика Казахстан.[5]
2. Фотоотчёт выставки «История написанная светом».[6]
3. Видеоотчёт выставки «История написанная светом».[7]
4. Статья История города и жизнь фотографа — Арман Сулейменов © Nationa Digital History[8]
5. Статья По лестнице воспоминаний — Валентина Фиронова — Казахстанская правда[9]
6. Статья «История, написанная светом» — Игорь Прохоров — Казахстанская Правда https://www.kazpravda.kz/articles/view/istoriya-napisannaya-svetom Архивная копия от 15 февраля 2019 на Wayback Machine

## Награды
Орден Отечественной войны II степени (06.04.1985)